# Гауссовский профессор

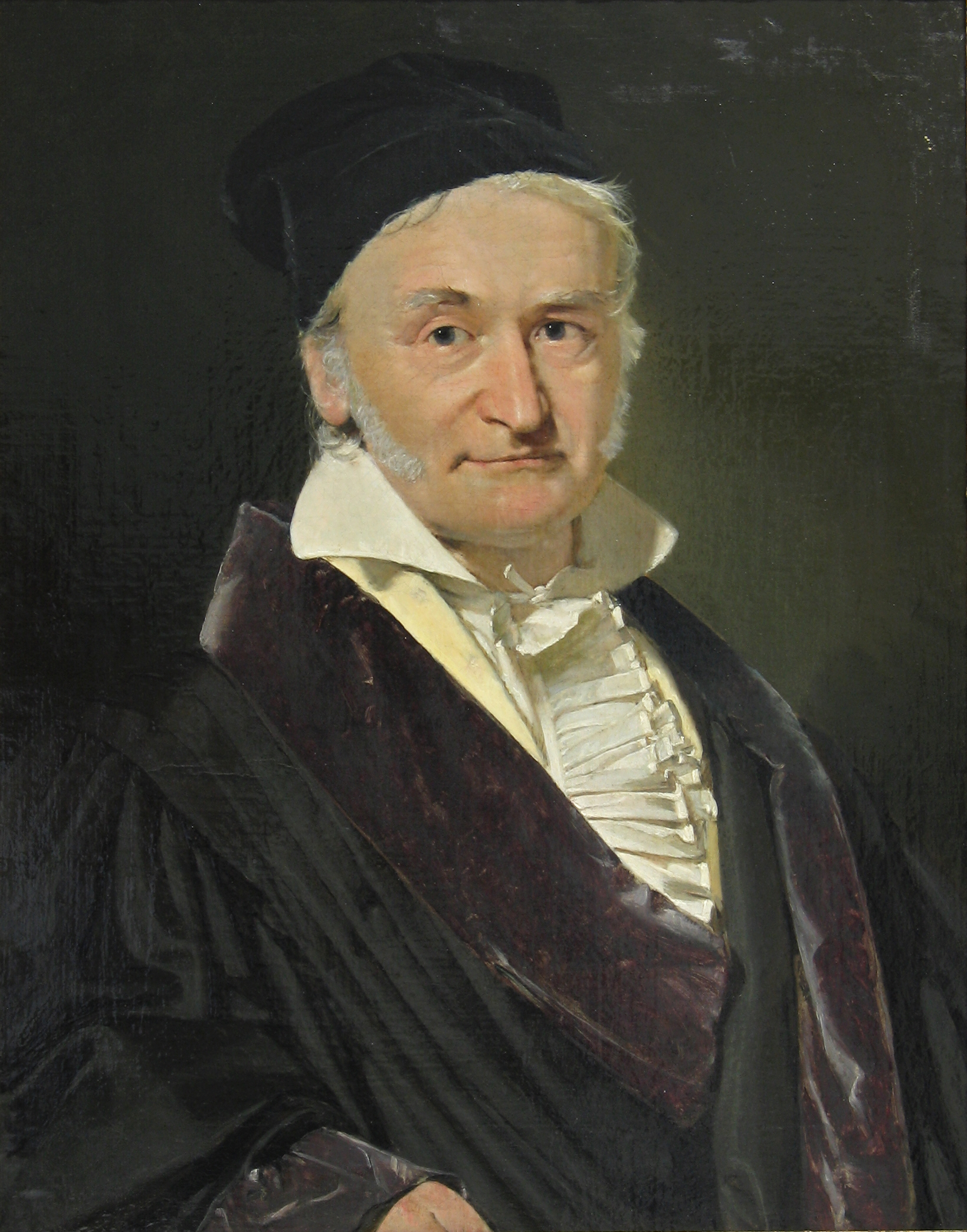
Карл Фридрих Гаусс — профессор Гёттинггенского университета и директор Гёттингенской обсерватории, в честь которого названа профессура

Га́уссовский профессор (нем. Gauß-Professur) — именованная профессура и премия для иностранных учёных, организованная Гёттингенской академией наук в Гёттингенском университете в 1955 году в столетнюю годовщину кончины Карла Фридриха Гаусса (1777—1855) . Приглашённый иностранный профессор занимает оплачиваемую профессорскую должность Гаусса в течение семестра.

## Организация профессуры
Кандидаты на должность гауссовского профессора отбираются гауссовской комиссией Гёттингенской академии наук, созданной отделением (классом) по математике и естественным наукам. Приоритет отдаётся кандидатам, внесшим большой вклад в астрономию, геофизику, математику и физику.
Нахождение на должности гауссовского профессора не предъявляет каких-либо обязательств. При этом приглашённый профессор имеет право читать лекции в университете и участвовать с собраниях академии.

## Гауссовские профессоры
| Год  | Номинация            | Лауреат              | Основное место работы                                               | Страна         |
| ---- | -------------------- | -------------------- | ------------------------------------------------------------------- | -------------- |
| 2008 | Астрономия           | Хидеюки Сайо         | Университет Тохоку                                                  | Япония         |
| 2008 | Химия                | Сантьяго Альварес    | Барселонский университет                                            | Испания        |
| 2008 | Геохимия             | Александр Соболев    | Институт геохимии и аналитической химии имени В. И. Вернадского РАН | Россия         |
| 2009 | философия информации | Лучиано Флориди      | Оксфордский университет                                             | Великобритания |
| 2009 | Химия                | Дэвид Морзе          | Миннесотский университет                                            | США            |
| 2010 | Геохимия             | Александр Соболев    | Институт геохимии и аналитической химии имени В. И. Вернадского РАН | Россия         |
| 2010 | Химия                | Дэвид Морзе          | Миннесотский университет                                            | США            |
| 2011 | Химия                | Итамар Прокаччия     | Институт имени Вейцмана                                             | Израиль        |
| 2011 | Физика               | Дэниел Ауэрбах       | Университет Южной Калифорнии                                        | США            |
| 2011 | Физика               | Евгений Никитин      | Технион — Израильский технологический институт                      | Израиль        |
| 2012 | Химия                | Юрий Шермолович      | Институт органической химии НАН                                     | Украина        |
| 2012 | Химия                | Евгений Никитин      | Технион — Израильский технологический институт                      | Израиль        |
| 2012 | Астрофизика          | Марк Дейкстра        | Институт астрофизики Общества Макса Планка                          | Германия       |
| 2013 | Химия                | Андрей Вилесов       | Университет Южной Калифорнии                                        | США            |
| 2013 | Химия                | Юрий Шермолович      | Институт органической химии НАН                                     | Украина        |
| 2014 | Химия                | Кирк Петерсон        | Вашингтонский университет                                           | США            |
| 2014 | Астрономия           | Майкл Франсис А'Хёрн | Мэрилендский университет                                            | США            |
| 2014 | Математика           | Михаил Гордин        | Математический институт имени В. А. Стеклова РАН                    | Россия         |
| 2014 | Физика               | Келли Кэмпбелл       | Бостонский университет                                              | США            |
| 2015 | Химия                | Сюэмин Ян            | Даляньский институт химической физики                               | Китай          |
| 2015 | Астрономия           | Майкл Франсис А'Хёрн | Мэрилендский университет                                            | США            |
| 2015 | Математика           | Тревор Вули          | Бристольский университет                                            | США            |
| 2015 | Физика               | Келли Кэмпбелл       | Бостонский университет                                              | США            |
| 2023 | Геобиология          | Дмитрий Гражданкин   | Институт нефтегазовой геологии и геофизики им. А. А. Трофимука РАН  | Россия         |
| 2023 | Математика           | Рышард Нест          | Копенгагенский университет                                          | Дания          |
| 2023 | Физика               | Алэн Пюмир           | Высшая нормальная школа Лиона                                       | Франция        |
| 2023 | Математика           | Гуолян Ю             | Техасский университет A&M                                           | США            |
| 2023 | Физика               | Алессио Закконе      | Миланский университет                                               | Италия         |
| 2024 |                      | Эрик Гайдос          | Гавайский универститет                                              | США            |
| 2024 |                      | Яна Роитова          | Университет Неймегена                                               | Нидерланды     |
| 2024 |                      | Срикант Састри       | Центр перспективных научных исследований им. Джавахарлала Неру      | Индия          |
| 2024 |                      | Синлян Чжан          | Северо-западный университет                                         | Китай          |
| 2025 |                      | Симон Альбрехт       | Орхусский университет                                               | Дания          |
| 2025 |                      | Бернар Лефебвр       | Лионский университет им. Клода Бернара (Лион-І)                     | Франция        |
| 2025 |                      | Дэннис Бальдоччи     | Калифорнийский университет                                          | США            |
| 2025 |                      | Бернард Мелиг        | Гётеборгский университет                                            | Швеция         |
| 2025 |                      | Эва Миранда          | Каталонский политехнический университет                             | Испания        |